# بیرمنگام، میسوری
بیرمنگام (به انگلیسی: Birmingham) یک روستا (ایالات متحده آمریکا) در ایالات متحده آمریکا است که در شهرستان کلی، میزوری واقع شده‌است.
 بیرمنگام ۱٫۴۶ کیلومتر مربع مساحت و ۱۸۳ نفر جمعیت دارد و ۲۲۴ متر بالاتر از سطح دریا واقع شده‌است.